# Clock Opera
Clock Opera est un groupe britannique de musique électronique, originaire de Londres, Angleterre, actif entre 2009 et 2022.

## Histoire
Clock Opera est formé en 2009 par Guy Connelly, ancien membre de The Fallout Trust et The Corrections. Il commence comme projet solo et se développe en un groupe de quatre musiciens. Connelly vivait dans un entrepôt avec le bassiste et guitariste Andy West, qui faisait partie du groupe Doloroso. Le batteur Che Albrighton, dont les groupes précédents incluent Bikini Atoll, jouait avec West, et Connelly fait quelques enregistrements pour eux. Le claviériste Dan Armstrong, anciennement de The Rushes, était un autre ami de Connelly qui est invité à rejoindre Clock Opera après avoir assisté à l'un de leurs premiers concerts. Connelly dit avoir nommé le groupe d'après une symphonie écrite pour des montres de poche, tandis qu'Armstrong dit que le nom Clock Opera est approprié « à cause des rythmes de tic-tac infinis et parce que nous aimons chanter des mélodies grandioses et émouvantes ».
Le premier single de Clock Opera, White Noise, accompagné de Alouette, sort le 16 novembre 2009 en vinyle chez Pure Groove Records. En 2010, le groupe sort deux EP sur des labels français : A Piece of String chez Maman Records, et Once and for All chez Kitsuné.
Le 28 mai 2015, le groupe annonce qu'il lance une campagne de financement participatif afin de pouvoir enregistrer son deuxième album durant l'été de la même année. Le 5 novembre 2015, le premier titre du deuxième album à venir du groupe, intitulé Changeling, est présenté en avant-première sur le site web du magazine DIY, et est coproduit et mixé par Kristofer Harris.
Le 8 mars 2016, le deuxième titre du futur album Venn, intitulé In Memory, est dévoilé sur le site de Consequence of Sound. Plus tard, le 19 octobre 2016, le groupe partage un troisième titre du nouveau album, intitulé Whippoorwill. Il est également annoncé que l'album sortirait le 10 février 2017, chez !K7 records. Le groupe annonce sa séparation en 2022.

## Discographie

### Albums studio
- 2012 : Ways to Forget (Moshi Moshi/Island)
- 2017 : Venn (!K7/League of Imaginary Nations)
- 2020 : Carousel (!K7/League of Imaginary Nations)

### EP
- 2010 : A Piece of String Remixes (Maman Records)
- 2010 : Once and for All (Kitsuné)
- 2011 : Lesson No.7 (Moshi Moshi/Island)
- 2012 : Man Made (Moshi Moshi/Island)
- 2017 : You've Got What I Need (League of Imaginary Nations)
- 2020 : Run Remixes (League of Imaginary Nations)

### Singles
- 2009 : White Noise (Pure Groove Records)
- 2010 : A Piece of String (Maman Records)
- 2011 : Belongings (Moshi Moshi)
- 2012 : Once and for All (Moshi Moshi/Island)
- 2012 : Belongings (Moshi Moshi/Island)
- 2012 : The Lost Buoys (Moshi Moshi/Island)
- 2019 : Be Somebody Else (!K7/League of Imaginary Nations)
- 2019 : Carousel (!K7/League of Imaginary Nations)
- 2020 : Imaginary Nation (!K7/League of Imaginary Nations)
- 2022 : Locked In (!K7/League of Imaginary Nations)
- 2022 : Houses of Novelty (!K7/League of Imaginary Nations)